# Georg Ludwig von Maurer
Georg Ludwig von Maurer (født 2. november 1790 i Erpolzheim ved Durkheim i Rhinpfalz, død 9. maj 1872 i München) var en tysk retslærd og politiker, far til Konrad von Maurer.

## Biografi
Maurer, som blev Dr. jur. i 1811, studerede 1812–1814 i Paris, virkede derefter i det praktiske retsliv, i 1818 som appellationsråd og revisionsråd i Zweibrücken, derefter som statsprokurator i Frankenthal. Han besvarede i 1821 et af München-Akademiet udsat prisspørgsmaal, udgivet i 1824 under titlen Geschichte des altergemanischen und namentlich altbairdschen offentlich-muendlichen Gerichtsverfahren, dessen Vortheile; Nachtheile und Unterganig in Deutschland ueberhaupt und in Baiern insbesondere, et trods visse mangler grundlæggende arbejde. I 1826 blev han ordentlig professor i München, i 1829 medlem af statsrådet, i 1830 præsident for det øvrebayerske landråd, i 1835 livsvarigt rigsråd, 1832–1834 medlem af regentskabet for kong Otto 1. af Grækenland, i hvilken stilling han virkede med stor energi, ikke mindst for reformer på administrationens og retsvæsenets område, i 1847 i nogle måneder justits- og udenrigsminister. Resten af sit liv virkede Maurer som statsråd, særlig som referent på justitsvæsenets felter. I 1858 sendtes han i overordentlig mission til Grækenland. 
Som forfatter var Maurer meget frugtbar; historisk sans og politisk interesse førte ham ind på studiet af den historiske udvikling af de ikke-statlige økonomiske og kommunale sammenslutninger, af landsbyernes og byernes forfatning og jurisdiktion med mere. Resultaterne af sine undersøgelser nedlagde han i sit bindstærke, ikke afsluttede værk: Einleitunig zur Geschichte der Mark-, Hof-, Dorf- und Stadtverfassung und der öffentlicben Gewalt (1854), Geschichte dier Marken verfassung in Deutschland (1856), Geschichte der Fronhofe, der Bauernhofe und der Hof verfassung in Deutschland (I—IV, 1862—63), Geschichte der Dorfverfassung in Deutschland (I—II, 1865—66) og Geschichte der Städteverfassung in Deutschland (I—IV, 1869, 1870—71). Af Maurers øvrige herhenhørende skrifter skal fremhæves Ueber die Bayrischen Städte und ihre Verfassung unter der Römischen und Fränkischen Herrschaft (1829) og Das Stadt- und das Landrechtsbuch Ruprechts von Freysing (1839). En plads for sig selv i Maurers Produktion indtager Das griechische Volk in öffentlicher, kirchlicher und privatrechtlicher Beziehung vor und nach dem Freiheitskampfe bis zum 31. Juli 1834 (I—III, 1835), af hvilket særlig 1. bind er af videnskabelig, historisk og juridisk betydning, medens 2. er rettet mod grev Armansperg; 3. bind indeholder Interessante Neugriechische Urkunden, Gesetze und Verordnungen der früheren und späteren Zeit.

## Eksterne henvisning
- Wikimedia Commons har flere filer relateret til Georg Ludwig von Maurer